# Mecze reprezentacji Polski w piłce nożnej plażowej prowadzonej przez Jacka Ziobera
Zestawienie spotkań reprezentacji Polski pod wodzą Jacka Ziobera.

## Lista meczów
| Nr  | Przeciwnik        | Miejsce                  | Data             | Impreza                            | Wynik (Polska – przeciwnik) | Strzelcy                                                                     | Źródło |
| --- | ----------------- | ------------------------ | ---------------- | ---------------------------------- | --------------------------- | ---------------------------------------------------------------------------- | ------ |
| 1.  | Norwegia          | Boisko w Mstowie         | 2 sierpnia 2003  | mecz towarzyski                    | 6:4                         | Milczarek (2), Owczarek, Pomorski, Ziober, Żuk                               | [ 1 ]  |
| 2.  | Norwegia          | Boisko w Mstowie         | 3 sierpnia 2003  | mecz towarzyski                    | 3:3, k. 1:0                 | Raduszewski (2), Milczarek                                                   | [ 1 ]  |
| 3.  | Szwajcaria        | Oranienburg              | 11 stycznia 2004 | mecz towarzyski                    | 3:5                         | Kubiaczyk, Milczarek, Żuk                                                    | [ 1 ]  |
| 4.  | Niemcy            | Oranienburg              | 12 stycznia 2004 | mecz towarzyski                    | 4:2                         | Raduszewski (3), Milczarek                                                   | [ 1 ]  |
| 5.  | Słowenia          | Palma de Mallorca        | 6 sierpnia 2004  | Europejska Liga Beach Soccera 2004 | 10:0 (walkower)             |                                                                              | [ 1 ]  |
| 6.  | Węgry             | Palma de Mallorca        | 7 sierpnia 2004  | Europejska Liga Beach Soccera 2004 | 2:6                         | Raduszewski, Żuk                                                             | [ 1 ]  |
| 7.  | Holandia          | Palma de Mallorca        | 8 sierpnia 2004  | Europejska Liga Beach Soccera 2004 | 10:6                        | Milczarek (3), Żuk (3), Banasik (2), Raduszewski (2)                         | [ 1 ]  |
| 8.  | Szwajcaria        | Gdynia                   | 28 sierpnia 2004 | mecz towarzyski                    | 3:5                         | b/d                                                                          | [ 1 ]  |
| 9.  | Szwajcaria        | Gdynia                   | 29 sierpnia 2004 | mecz towarzyski                    | 7:5                         | b/d                                                                          | [ 1 ]  |
| 10. | Szwajcaria        | Dziwnów                  | 16 lipca 2005    | mecz towarzyski                    | 8:7                         | Saganowski (2), Żuk (2), Łagiewski, Milczarek, Wydmuszek, Ziober             | [ 1 ]  |
| 11. | Szwajcaria        | Dziwnów                  | 17 lipca 2005    | mecz towarzyski                    | 7:7, pd. 1:0                | Milczarek (3), Żuk (2), Kubiaczyk, Saganowski, b/d (1)                       | [ 1 ]  |
| 12. | Szwajcaria        | St. Gallen               | 22 lipca 2005    | mecz towarzyski                    | 8:8, pd. 1:2                | Kuchciak (2), Żuk (2), Łagiewski, Milczarek, Saganowski, Ziober, b/d (1)     | [ 1 ]  |
| 13. | Szwajcaria        | St. Gallen               | 23 lipca 2005    | mecz towarzyski                    | 3:4                         | Kuchciak, Milczarek, Saganowski                                              | [ 1 ]  |
| 14. | Szwajcaria        | Santa Ponça              | 5 sierpnia 2005  | Europejska Liga Beach Soccera 2005 | 2ː2, k. 5ː6                 | Kuchciak, Saganowski                                                         | [ 1 ]  |
| 15. | Belgia            | Santa Ponça              | 6 sierpnia 2005  | Europejska Liga Beach Soccera 2005 | 5ː1                         | Kuchciak (3), Kubiaczyk, Ziober                                              | [ 1 ]  |
| 16. | Rosja             | Santa Ponça              | 7 sierpnia 2005  | Europejska Liga Beach Soccera 2005 | 3ː2                         | Ziober (2), Kuchciak                                                         | [ 1 ]  |
| 17. | Holandia          | Kołobrzeg                | 20 sierpnia 2005 | mecz towarzyski                    | 10ː2                        | Ziober (3), Żuk (3), Milczarek (2), Saganowski, Wydmuszek                    | [ 1 ]  |
| 18. | Holandia          | Kołobrzeg                | 20 sierpnia 2005 | mecz towarzyski                    | 8ː2                         | Ziober (3), Kubiaczyk, Kuchciak, Milczarek, Saganowski, Żuk                  | [ 1 ]  |
| 19. | Szwajcaria        | Linz                     | 2 czerwca 2006   | Europejska Liga Beach Soccera 2006 | 1ː4                         | Żuk                                                                          | [ 1 ]  |
| 20. | Belgia            | Linz                     | 3 czerwca 2006   | Europejska Liga Beach Soccera 2006 | 5ː4                         | Żuk (3), Kuchciak, Saganowski                                                | [ 1 ]  |
| 21. | Austria           | Linz                     | 4 czerwca 2006   | Europejska Liga Beach Soccera 2006 | 5ː2                         | Żuk (2), Polakowski, Saganowski, Ziober                                      | [ 1 ]  |
| 22. | Grecja            | Poddębice                | 9 czerwca 2006   | Europejska Liga Beach Soccera 2006 | 11ː2                        | Żuk (4), Ziober (2), Friszkemut, Kubiaczyk, Kuchciak, Polakowski, Saganowski | [ 1 ]  |
| 23. | Ukraina           | Poddębice                | 10 czerwca 2006  | Europejska Liga Beach Soccera 2006 | 2:2, pd. 1:0                | Ziober (2), Żuk                                                              | [ 1 ]  |
| 24. | Anglia            | Poddębice                | 11 czerwca 2006  | Europejska Liga Beach Soccera 2006 | 3:3, pd. 1:0                | Kuchciak, Saganowski, Żuk                                                    | [ 1 ]  |
| 25. | Holandia          | Niechorze                | 8 lipca 2006     | mecz towarzyski                    | 7:4                         | Polakowski (2), Saganowski (2), Kuchciak, Wydmuszek, Żuk                     | [ 1 ]  |
| 26. | Holandia          | Niechorze                | 9 lipca 2006     | mecz towarzyski                    | 6:2                         | Kuchciak (2), Polakowski (2), Saganowski, Żuk                                | [ 1 ]  |
| 27. | Belgia            | St. Pölten               | 14 lipca 2006    | Europejska Liga Beach Soccera 2006 | 12:4                        | Żuk (4), Kuchciak (2), Polakowski (2), Saganowski (2), Ziober (2)            | [ 1 ]  |
| 28. | Austria           | St. Pölten               | 15 lipca 2006    | Europejska Liga Beach Soccera 2006 | 9:3                         | Saganowski (3), Ziober (2), Żuk (2), Polakowski, Wydmuszek                   | [ 1 ]  |
| 29. | Ukraina           | St. Pölten               | 16 lipca 2006    | Europejska Liga Beach Soccera 2006 | 10:5                        | Saganowski (4), Kuchciak (3), Polakowski (2), Żuk                            | [ 1 ]  |
| 30. | Portugalia        | San Benedetto del Tronto | 24 lipca 2006    | Europejska Liga Beach Soccera 2006 | 2:9                         | Saganowski, Ziober                                                           | [ 1 ]  |
| 31. | Hiszpania         | San Benedetto del Tronto | 25 lipca 2006    | Europejska Liga Beach Soccera 2006 | 1:4                         | Polakowski                                                                   | [ 1 ]  |
| 32. | Grecja            | San Benedetto del Tronto | 26 lipca 2006    | Europejska Liga Beach Soccera 2006 | 5:1                         | Żuk (3), Polakowski, Wydmuszek                                               | [ 1 ]  |
| 33. | Włochy            | Tignes                   | 28 lipca 2006    | Europejska Liga Beach Soccera 2006 | 6:3                         | Saganowski (3), Ziober (2), Wydmuszek                                        | [ 1 ]  |
| 34. | Ukraina           | Tignes                   | 29 lipca 2006    | Europejska Liga Beach Soccera 2006 | 5:2                         | Kuchciak (2), Polakowski (2), Ziober                                         | [ 1 ]  |
| 35. | Hiszpania         | Tignes                   | 30 lipca 2006    | Europejska Liga Beach Soccera 2006 | 5:5, k. 2:1                 | Kuchciak (2), Żuk (2), Saganowski                                            | [ 1 ]  |
| 36. | Francja           | Mallorca                 | 4 sierpnia 2006  | Europejska Liga Beach Soccera 2006 | 5:5, pd. 0:1                | Kuchciak, Polakowski, Saganowski, Wydmuszek, Ziober                          | [ 1 ]  |
| 37. | Szwajcaria        | Mallorca                 | 5 sierpnia 2006  | Europejska Liga Beach Soccera 2006 | 9:4                         | Saganowski (3), Kuchciak (2), Polakowski (2), Ziober, Żuk                    | [ 1 ]  |
| 38. | Ukraina           | Mallorca                 | 6 sierpnia 2006  | Europejska Liga Beach Soccera 2006 | 2:4                         | Saganowski (2)                                                               | [ 1 ]  |
| 39. | Hiszpania         | Portimão                 | 17 sierpnia 2006 | Europejska Liga Beach Soccera 2006 | 2:1                         | Żuk (2)                                                                      | [ 1 ]  |
| 40. | Włochy            | Portimão                 | 18 sierpnia 2006 | Europejska Liga Beach Soccera 2006 | 3:6                         | Kuchciak, Saganowski, Wydmuszek                                              | [ 1 ]  |
| 41. | Ukraina           | Portimão                 | 19 sierpnia 2006 | Europejska Liga Beach Soccera 2006 | 6:8                         | Kuchciak (2), Ziober (2), Milczarek, Golovin (sam.)                          | [ 1 ]  |
| 42. | Ukraina           | Marsylia                 | 23 sierpnia 2006 | Europejska Liga Beach Soccera 2006 | 4:4, pd. 1:0                | Saganowski (3), Polakowski                                                   | [ 1 ]  |
| 43. | Hiszpania         | Marsylia                 | 24 sierpnia 2006 | Europejska Liga Beach Soccera 2006 | 3:5                         | Saganowski (2), Kuchciak                                                     | [ 1 ]  |
| 44. | Portugalia        | Marsylia                 | 26 sierpnia 2006 | Europejska Liga Beach Soccera 2006 | 3:8                         | Polakowski, Saganowski, Żuk                                                  | [ 1 ]  |
| 45. | Włochy            | Marsylia                 | 27 sierpnia 2006 | Europejska Liga Beach Soccera 2006 | 2:2, k. 2:1                 | Kuchciak (2)                                                                 | [ 1 ]  |
| 46. | Brazylia          | Rio de Janeiro           | 3 listopada 2006 | Mistrzostwa świata 2006            | 2:9                         | Saganowski, Żuk                                                              | [ 1 ]  |
| 47. | Stany Zjednoczone | Rio de Janeiro           | 5 listopada 2006 | Mistrzostwa świata 2006            | 2:4                         | Saganowski, Żuk                                                              | [ 1 ]  |
| 48. | Japonia           | Rio de Janeiro           | 7 listopada 2006 | Mistrzostwa świata 2006            | 8:5                         | Saganowski (5), Bartczak, Polakowski, Ziober                                 | [ 1 ]  |

## Strzelcy
| Lp  | Piłkarz             | Gole |
| --- | ------------------- | ---- |
| 1.  | Bogusław Saganowski | 50   |
| 2.  | Marek Żuk           | 48   |
| 3.  | Krzysztof Kuchciak  | 33   |
| 4.  | Witold Ziober       | 30   |
| 5,  | Wojciech Polakowski | 21   |
| 6.  | Tomasz Milczarek    | 18   |
| 7.  | Mariusz Raduszewski | 8    |
| 7.  | Tomasz Wydmuszek    | 8    |
| 9.  | Piotr Kubiaczyk     | 5    |
| 10. | Daniel Banasik      | 2    |
| 10. | Marcin Łagiewski    | 2    |
| 12. | Kamil Bartczak      | 1    |
| 12. | Paweł Friszkemut    | 1    |
| 12. | Golovin (sam.)      | 1    |
| 12. | Czesław Owczarek    | 1    |
| 12. | Dawid Pomorski      | 1    |

### Objaśnienia
1. Brak danych dotyczących strzelców 12 bramek (mecze nr 8, 9, 11, 12)

## Bilans meczów z innymi reprezentacjami
| Rywale            | Zwycięstwa | Zw. pd. | Zw. pk. | Porażki | Razem |
| ----------------- | ---------- | ------- | ------- | ------- | ----- |
| Anglia            | 0          | 1       | 0       | 0       | 1     |
| Austria           | 2          | 0       | 0       | 0       | 2     |
| Belgia            | 3          | 0       | 0       | 0       | 3     |
| Brazylia          | 0          | 0       | 0       | 1       | 1     |
| Francja           | 0          | 0       | 0       | 1       | 1     |
| Grecja            | 2          | 0       | 0       | 0       | 2     |
| Hiszpania         | 1          | 0       | 1       | 2       | 4     |
| Holandia          | 5          | 0       | 0       | 0       | 5     |
| Japonia           | 1          | 0       | 0       | 0       | 1     |
| Niemcy            | 1          | 0       | 0       | 0       | 1     |
| Norwegia          | 1          | 0       | 1       | 0       | 2     |
| Portugalia        | 0          | 0       | 0       | 2       | 2     |
| Rosja             | 1          | 0       | 0       | 0       | 1     |
| Słowenia          | 1          | 0       | 0       | 0       | 1     |
| Szwajcaria        | 3          | 1       | 0       | 6       | 10    |
| Słowenia          | 0          | 0       | 0       | 1       | 1     |
| Ukraina           | 2          | 2       | 0       | 2       | 6     |
| Stany Zjednoczone | 0          | 0       | 0       | 1       | 1     |
| Włochy            | 1          | 0       | 1       | 1       | 3     |